# Henrik I., vojvoda Brabanta
Henrik (francuski: Henri; oko 1165. – 5. rujna 1235.), poznat kao „Henrik Hrabri“, bio je vojvoda Brabantskog Vojvodstva.
Henrik je možda rođen u Leuvenu, a bio je sin Gotfrida III. Leuvenskog i njegove supruge Margarete te unuk Henrika II. od Limburga. Gotfrid je bio zemaljski grof Brabanta i vojvoda Donje Lorene. Gotfridova supruga Margareta bila je iz Limburga. Kada je Gotfrid otišao na hodočašće u Jeruzalem, Henrik je djelovao kao regent.

## Djeca
Sa svojom prvom suprugom, gospom Matildom Bulonjskom, Henrik je dobio šestero djece – najstarija kći, Marija, postala je rimsko-njemačka carica. Kći Adelajda imala je pravo vladati Bulonjom, a sin Henrik je postao Henrik II., vojvoda Brabanta. Drugi je sin bio Gotfrid, gospodar Gaesbeeka. Godine 1213., Henrik I. oženio se Marijom Francuskom i od nje dobio dvije kćeri – Elizabetu i Mariju.